# Flugplatz Djougou

i8
i11
i13
Der Flugplatz Djougou (französisch Aérodrome de Djougou, IATA-Code: DJA, ICAO-Code: DBBD) liegt nahe der Stadt Djougou in Benin.